# Dooabia quantula
Dooabia quantula là một loài bướm đêm trong họ Geometridae.